# (24048) Pedroduque
Pedroduque (asteroide n.º 24048) es un asteroide del cinturón principal, a 2,1141157 UA. Posee una excentricidad de 0,1339073 y un período orbital de 1 392,96 días (3,81 años).
Pedroduque tiene una velocidad orbital media de 19,06384726 km/s y una inclinación orbital de 13,74329º.
Este asteroide fue descubierto el 10 de octubre de 1999 desde el Observatorio de La Ametlla de Mar en Tarragona, España. Recibe su nombre en honor de Pedro Duque, el primer astronauta español.